# Felsinschriften des Yunfeng Shan und Tianzhu Shan
Die Felsinschriften des Yunfeng Shan und Tianzhu Shan (chinesisch 云峰山、天柱山摩崖石刻, Pinyin Yúnfēng Shān, Tiānzhù Shān móyá shíkè, englisch Yunfengshan and Tianzhushan Cliffside Inscriptions) aus der Zeit der Nördlichen Dynastien (Beichao) befinden sich in den Felsen der Gebirge Yunfeng Shan und Daji Shan im Südosten des Kreises Laizhou (der frühere Kreis Ye bzw. „Yexian“ 掖县) und im Norden des Tianzhu Shan im Kreis Pingdu in der ostchinesischen Provinz Shandong. Es gibt in dem Gebiet über dreißig Steininschriften, die alle von dem berühmten Kalligraphen Zheng Daozhao 郑道昭 und seinem Sohn Zheng Shuzu 郑述祖 ca. 511 geschrieben wurden. Davon sind die des Yunfeng-Gebirges (Yunfeng Shan) die berühmtesten.
Die Felsinschriften von Laizhou stehen seit 1988 auf der Liste der Denkmäler der Volksrepublik China (3-170).